# Angels of the Apocalypse
Angels of the Apocalypse es el segundo disco de Timo Timo Tolkki's Avalon publicado el 16 de mayo de 2014 por la compañía Frontiers.  Este disco es más oscuro que su primer disco The Land of New Hope que fue lanzado en 2013. Participaron como miembros estables 2 ex de Stratovarius, Tuomo Lassila y Antti Ikonen y como invitados especiales Floor Jansen de Nightwish, Fabio Lione de Rhapsody of Fire, Elize Ryd de Amaranthe y Simone Simons de Epica.

## Canciones
1. "Song for Eden" - 0:46
2. "Jerusalem is Falling"- 5:19
3. "Design the Century" - 4:25
4. "Rise of the 4th Reich" - 4:43
5. "Stargate Atlantis" - 3:51
6. "The Paradise Lost" - 4:16
7. "You'll Bleed Forever" - 5:45
8. "Neon Sirens" - 4:42
9. "High Above Me" - 5:20
10. "Angels of the Apocalypse" - 9:07
11. "Garden of Eden" (instrumental) - 2:10

## Miembros
1. Timo Tolkki (ex-Stratovarius) - guitarra, bajo, teclado
2. Tuomo Lassila (ex-Stratovarius) - batería
3. Antti Ikonen (ex-Stratovarius) - teclado
4. David DeFeis (Virgin Steele) - Voz
5. Floor Jansen (Nightwish, ReVamp) - Voz
6. Fabio Lione (Rhapsody of Fire, Angra) - Voz
7. Caterina Nix (Cati Torrealba) - Voz
8. Elize Ryd (Amaranthe) - Voz
9. Simone Simons (Epica) - Voz
10. Zachary Stevens (ex-Savatage, Circle II Circle) - Voz
11. Nicolas Jeudy - orquestaciones